# 小行星7027
小行星7027（英語：7027 Toshihanda）是一颗围绕太阳公转的小行星。1993年12月11日，小林隆男在大泉町发现了此天体。
这颗小行星的绝对星等为12.59917等。